# مونتيفيديو واندررز
نادي مونتيفيديو واندررز لكرة القدم (بالإسبانية: Montevideo Wanderers Fútbol Club)‏ نادي كرة قدم أوروغواياني يلعب في دوري الدرجة الممتازة . تم تأسيس النادي في سنة 1902 .